# Pavel Valerjevics Dacjuk
Pavel Valerjevics Dacjuk (oroszul: Павел Валерьевич Дацюк; Szverdlovszk, 1978. július 20. –) világ- és olimpiai bajnok, Stanley-kupa-győztes orosz jégkorongozó. Tagja a Tripla Arany Klubnak. Kreatív, sokoldalú játékos; válogatottja meghatározó játékosa évek óta.

## Korai évei
Dacjuk Szverdlovszkban született (ma Jekatyerinburg), Oroszországban. Gyermekkorában sok nehézséggel kellett szembenéznie, különösen 12 évesen, amikor meghalt az édesanyja.